# 山西官立女子师范学堂
山西官立女子师范学堂是清末位于太原的一所学堂。

## 历史沿革
该校创立于1910年，校址在山西医学专门学堂之内。是专门培养小学教员和蒙养院教员的学校。学制4年。
1914年改名为山西省立第一女子师范学校；1934年，再次更名为山西省立太原女子师范学校。1937年“七七事变”后，日军侵犯山西，学校先是奉命迁往榆次，随后停办。
1939年，伪山西省政府在太原国师街原国师附小校址成立“省立第一女子师范学校”，1940年，伪山西省政府将其改名为“太原女子师范学校”。
1945年日本投降后，该校被阎锡山接收，太原女子师范学校复校。
1953年，太原女子师范学校改名为山西太原女子师范学校。
1961年，山西太原女子师范学校改名为太原幼儿师范学校。
1962年，太原幼儿师范学校并入太原师范学校。